# 丙型海防艦
| 丙型海防艦   | 丙型海防艦 |
| ------------ | --- |
| 第17号海防艦 | |
| 艦級概観     | |
| 艦種         | 海防艦 |
| 艦名         | |
| 前級         | 鵜来型海防艦 |
| 次級         | 丁型海防艦 |
| 性能諸元     | |
| 排水量       | 基準：745t |
| 全長         | 67.5m |
| 水線長       | |
| 全幅         | 8.4m |
| 吃水         | 2.90m |
| 機関         | 两台舰本式23号乙型8缸柴油机2軸双桨 1,900馬力                                                                                      |
| 燃料         | 重油106 |
| 最大速力     | 16.5节 |
| 航続距離     | 6500海里/14节 |
| 乗員         | |
| 兵装         | 2座单装十年式120毫米45倍径高炮 两座三联装九六式25毫米高射机关炮 一座80毫米反潜迫击炮 三式爆雷投射機12基 爆雷投下軌条1基 爆雷120個 |
| 同型艦       | 56隻 |

丙型海防艦是大日本帝国海軍在第二次世界大戰建造的船队护航专用型海防艦。

## 概要
丙型海防艦是在“鹈来”级海防舰基础上设计，保留了“鹈来”级后置式六角形粗短烟囱的总体布局，为了节约成本而进一步简化结构。丙型没有舰名，以奇数编号来命名，因首舰编号为第一号，故又被称为“第一号型海防舰”，全舰编制136人，同型艦建造了56艘。

## 战后
1947年6月28日，东京盟军总部举行日本军舰分配仪式，四大盟国按抽签方式决定如何分配，中国代表抽中的是第二份日本军舰共三十四艘军舰，包括七艘驱逐舰、十七艘海防舰、两艘驱潜艇、一艘运输舰和七艘其他舰只，总吨位约3.6万吨。其中，第67号、第81号、第85号、第107号、第205号、第215号六艘属于丙型海防舰。

### 沈阳号护卫舰
1944年12月15日“第81”号海防舰在舞鹤海军工厂竣工。1947年8月29日在青岛正式被引渡给中国，被命名为“接二十二”号。凑齐了舰员编制，入海军青岛造船所（现为解放军海军4808厂）修理、加装舰炮并命名为“黄安”舰。1949年2月12日晚，编制120人，实有80余人的修理试航的“黄安”舰上的65人发动起义，次日抵解放区连云港。1950年4月命名为“沈阳”号护卫舰。1950年6月南下归属华东军区海军第六舰队，进入江南造船厂装备苏制Б-34型100毫米56倍径舰炮各一座，艏部“品”字形日制九六式双联装25毫米高射机关炮三座，艉部“品”字形苏制70-К型37毫米单管高射机关炮3座，美制对海搜索雷达。艉部四座苏制БМБ-2深水炸弹发射炮及一座深弹投放滑轨和烟幕发生装置。参加登陆一江山岛作战。1955年4月17日凌晨和“武昌”号护卫舰、宁波军分区“英雄37”号运输船救援在杭州湾触礁的“民主三号”客轮。由于解放军海军仅有“沈阳”号的主机为柴油机，备件难觅，1958年改为救助船，仍列入东海舰队护卫舰第17大队序列，1961年获得了“214”护卫舰舷号。1966年改装为水声调查船，主机改为两台苏制9ДМ型柴油机（共2200马力），满载排水量上升至975吨，主桅被改造为苏式三脚桅式样，1980年退役。

### 吉安舰
1945年5月31日“第85”号海防舰在日本鋼管鹤见船厂竣工。1947年8月31日正式引渡给中国，被命名为“接十五”号。配齐了舰员后命名为“吉安”。1949年4月23日，舰长宋继宏率领全舰参加了海防第二舰队司令林遵在南京江面投共。1949年4月28日被国军轰炸沉没于燕子矶江面。后被打捞出水，舰体被拆解。

### 营口舰/瑞安舰
1944年11月12日“第67”号海防舰在舞鹤海军工厂竣工。1947年7月6日正式引渡给中国，被命名为“接七”号。在江南造船厂加装了武器后命名为“营口”舰，列入海防第二舰队。1949年4月23日海防第二舰队司令林遵在南京江面发动投共，在江阴江面的“营口”舰舰长邱仲明拒绝投共，向上海突围。1949年5月上海撤守前夕拖带海关遗弃在上海的缉私舰“和星”号（原美制AM型扫雷舰）驶往浙江镇海。1949年6月1日列入海防第一舰队第五分队。1949年11月6日改属第三舰队防守海南岛。1950年6月1日改名“瑞安”，舷号73。1952年7月1日改属第四舰队四十二战队。1955年1月1日改属巡逻舰队。1955年8月31日除籍。

### 潮安舰
“第107”号海防舰在建造过程中迎来了日本投降。1946年5月30在日本鋼管的鹤见船厂作为“特别运输舰”竣工。1947年8月29日在青岛正式被引渡给中国，命名为“接二十三”号。后获得“潮安”舰名。1949年2月“潮安”舰被从青岛拖带到台湾基隆。1949年12月1日作为巡逻舰列入海防第三舰队，参加海南島戰役。1950年6月1日调入第一舰队第四分队，舷号“74”。1954年9月25日前往马公岛途中遭遇台风“玛丽”搁浅，损毁严重，12月16日除籍。

### “辽海”轮
1944年12月30日“第215”号海防舰在新潟鐵工所新泻船厂竣工。1947年7月16日正式引渡给中国，命名为“接八”号。因舰况不佳，1948年6月24日拨给行政院教育部所属位于葫芦岛的国立辽海商船专科学校作为实习船“辽海”轮。1949年1月，国立辽海商船专科学校校长士福金给台湾省发函要求迁台，代筹校舍，被台湾省参议会拒绝。士福金带领少数师生、教育部档案、汽车及东北大学图书两百箱装载上学校实习船“辽海轮”，辗转航抵基隆。沿革为基隆高级海事职业学校、台湾海洋大学。1955年“辽海”轮拆解。 

### 长安舰
1944年10月30日“第205”号海防舰在新潟鐵工所新泻船厂竣工。1947年7月31日正式引渡给中国，被命名为“接十六”号。凑齐了舰员后1948年5月被命名为“新安”舰。1948年7月改名为“长安”舰。因舰况差，始终闲置在吴淞口。1949年5月上海弃守前夕被拖带至基隆，列入训练舰队。1954年9月26日由于台风“玛丽”走锚触礁，损毁严重，1955年2月16日本舰除役，3月1日取消编制，不久被拆毁。